# Dessalinização

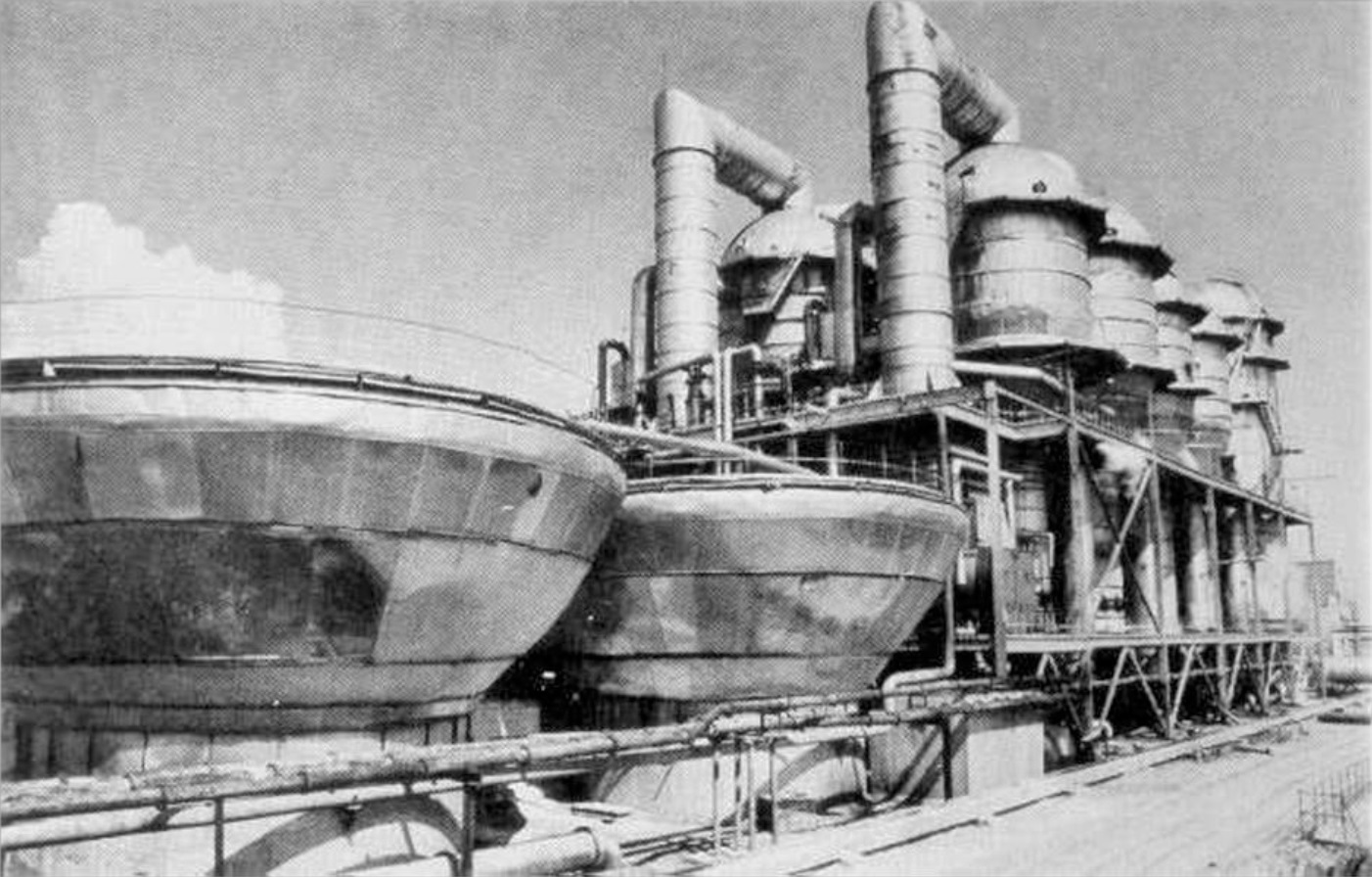
Dessalinizador Shevchenko BN350 situado na costa do Mar Cáspio.

Dessalinização é o conjunto de processos que retira sais e outros componentes minerais da água salgada. A água salgada (especialmente a água do mar) é dessalinizada para produzir água adequada para consumo humano ou para irrigação. O subproduto desse processo é a salmoura, da qual pode ser obtido o sal de cozinha. A maior parte do interesse moderno na dessalinização está focada no fornecimento de água doce para uso humano com melhor custo-benefício. Atualmente, a dessalinização de água é mais utilizada em regiões onde a água doce é escassa ou de difícil acesso, como no Oriente Médio, na Austrália e no Caribe, em navios transatlânticos e em submarinos. Juntamente com as águas residuais recicladas, é um dos poucos recursos hídricos que não dependem do regime de chuvas.
Devido ao seu grande consumo de energia, a dessalinização da água do mar é geralmente mais cara do que a obtenção de água doce de fontes superficiais e subterrâneas, ou ainda, que a reciclagem e a conservação da água. No entanto, essas alternativas nem sempre estão disponíveis, e o esgotamento dos recursos hídricos é um problema global crítico.  Os processos de dessalinização geralmente utilizam energia térmica (no caso da destilação) ou energia mecânica (no caso da osmose reversa).

## Plantas de Dessalinização no Mundo
As grandes reservas de energia existentes em muitos países do Oriente Médio juntamente com sua escassez de água levou a construção de grandes plantas de dessalinização nesta região. Nos meados de 2007, o Oriente Médio produzia cerca de  ¾ de toda água dessalinizada do mundo. No mundo inteiro, há 13.800 plantas de dessalinização que produzem no total mais de 45,5 bilhões de litros de água por dia de acordo com a International Desalination Association. o Sal retirado do Brasil em média é de 3%.
A maior planta de dessalinização do Mundo é a localizada em Hadera, norte de Israel , seguida pela de Jebel Ali - Phase 2 nos Emirados Árabes Unidos. Utiliza o processo de destilação em multi-estágios para produzir 300 milhões de metros cúbicos de água por ano (cerca de 9.460 litros por segundo). Em Israel, 15% da água de consumo doméstico provém da dessalinização de água do mar, as maiores usinas estando em Ascalão e Palmach (ao sul de Tel Aviv). Em Eilat, toda a água consumida é dessalinizada.  Nos Estados Unidos, a maior planta de dessalinização está em 
Tampa Bay, Florida, e começou produzindo 95.000 m³ de água por dia em dezembro de 2007.. A planta de dessalinização de Tampa Bay tem atualmente só 12% de produção da planta de Hadera e Jebel Ali.

### Em Portugal
A Central Dessalinizadora do Porto Santo, gerida pela Águas e Resíduos da Madeira, está localizada junto ao cais da Vila Baleira e é a única origem de água potável utilizada para abastecimento público na ilha, sendo esta produzida a partir da água do mar por intermédio de unidades de dessalinização por osmose inversa.
Em 2024 foi anunciado que a primeira central de dessalinização de Portugal continental será construída em Albufeira.

## Processos de Dessalinização
No planeta Terra, as águas cobrem 3/4 da superfície, mas cerca de 97,2 % destas são salgadas, ou seja, 3% destas são para livre consumo, porém, sua maior parte constitui geleiras, lençóis polares e águas subterrâneas de difícil acesso para a exploração. E para que possam ser utilizadas, é preciso fazer uma dessalinização em águas salgadas do nosso planeta. A dessalinização da água do mar e os avanços na limpeza de águas residuais são as principais técnicas contra a escassez global de água doce.
Na natureza, a dessalinização é um processo contínuo e natural, alimentador do Ciclo hidrológico, que se comporta como um sistema físico, fechado, sequencial e dinâmico. Devido à ação da energia solar, ocorre a evaporação de um grande volume de água dos oceanos, dos mares e dos continentes. Os sais permanecem na solução e os vapores, por condensação, vão formar as nuvens, as quais originam as chuvas e outras formas de precipitação. Esta água doce, por gravidade, volta aos oceanos e mares, alimentando os rios, os lagos, as lagoas, que, devido à dinâmica do processo, reassimilam uma nova carga salina e, assim, todo o ciclo continua.
Por necessidade de sobrevivência, o homem copiou a Natureza e desenvolveu métodos e técnicas de dessalinização das águas com elevado conteúdo salino para obter água doce.
O principal problema das tecnologias de dessalinização é conseguir diminuir o custo final da água doce, para que esta possa estar disponível em quantidades suficientes até nas regiões onde é escassa.
A dessalinização em grande escala, tipicamente, consome grande quantidade de energia e depende de plantas de produção caras e específicas. Portanto, é sempre mais cara, em relação a água doce de rios ou subterrânea.
Há vários métodos conhecidos para se fazer a conversão, mas apenas dois deles representam 88% da dessalinização global: a osmose inversa e a destilação multiestágios.
- Osmose inversa: Quando a pressão sobre a solução aumenta fazendo com que haja a separação da água e do sal.
- Dessalinização térmica: Quando a água salgada é evaporada artificialmente e depois   condensada. Esse processo separa a água e o sal, pois este não é carregado no processo de evaporação. Isto ocorre na natureza, pois sempre que a água do mar evapora, os sais permanecem e a água das nuvens não é salgada.
- Congelamento: Outro processo envolve o congelamento da água, pois somente a água pode ser congelada (os sais não congelam junto). O processo é basicamente a extração de sais minerais da água através do congelamento. São repetidos inúmeras vezes tal processo para que se consiga água destilada. O processo pode ser feito em grande escala, mas é muito caro, portanto é testado e melhorado apenas em laboratórios, para assim ser barateado. O que se pode fazer é descongelar a água das calotas polares, mas esta não é ainda uma boa solução, pois há o alto custo do descongelamento a se levar em conta.
- Destilação multiestágios: Utiliza-se vapor a alta temperatura para fazer a água do mar entrar em ebulição. São multiestágios pois a água passa por diversas células de ebulição-condensação, garantindo um elevado grau de pureza. Neste processo, a própria água do mar é usada como condensador da água que é evaporada.
- Destilação por forno solar: o forno solar tem como função concentrar os raios solares numa zona especifica, graças a um espelho parabólico. Dessa forma, o recipiente que contém a água a destilar pode chegar a temperaturas maiores que normalmente.